# أهل أمبشع (مودية)

تعديل مصدري - تعديل

أهل أمبشع هي إحدى قرى عزلة مودية بمديرية مودية التابعة لمحافظة أبين، بلغ تعداد سكانها 40 نسمة حسب تعداد اليمن لعام 2004.